# Eggdrop
Eggdrop is een populaire IRC-bot, die oorspronkelijk geschreven is door Robey Pointer in december 1993.
Het is de IRC-bot die het langst in ontwikkeling is. Speciale kenmerken zijn bijvoorbeeld het eenvoudige koppelen van verschillende Eggdrops tot een zogenaamd botnet, de party line (vaak afgekort tot pline), een communicatiekanaal waarmee administratieve taken uitgevoerd kunnen worden, en dat er gechat kan worden met andere gebruikers.
Een andere vorm van flexibiliteit binnen Eggdrop is het gebruik van de programmeertaal Tcl. Via een aanpassing in het configuratiebestand kunnen scripts ingeladen worden om extra functies toe te voegen. Een voorbeeld hiervan is een quizspel voor de chatters.
Eggdrop is opensourcesoftware, uitgegeven onder GPLv2+.